# التصنيفات الدولية للاوس
تتضمن هذه المقالة التصنيفات الدولية للاوس:
| المنظمة                               | الاستطلاع                   | التصنيف    |
| ------------------------------------- | --------------------------- | ---------- |
| معهد الاقتصاد والسلام                 | مؤشر السلام العالمي         | 45 من 144  |
| مؤسسة التراث / صحيفة وول ستريت جورنال | مؤشر الحرية الاقتصادية      | 137 من 157 |
| مراسلون بلا حدود                      | مؤشر حرية الصحافة العالمي   | 164 من 173 |
| منظمة الشفافية الدولية                | مؤشر مدركات الفساد          | 158 من 180 |
| برنامج الأمم المتحدة الإنمائي         | مؤشر التنمية البشرية        | 133 من 179 |
| المنظمة العالمية للملكية الفكرية      | مؤشر الابتكار العالمي، 2024 | 111 من 133 |